# António Dias Simões
António Dias Simões (Ovar, 29 de setembro de 1870 — Ovar, 22 de dezembro de 1922) foi um poeta, dramaturgo, historiador, calígrafo e miniaturista português.

## Biografia

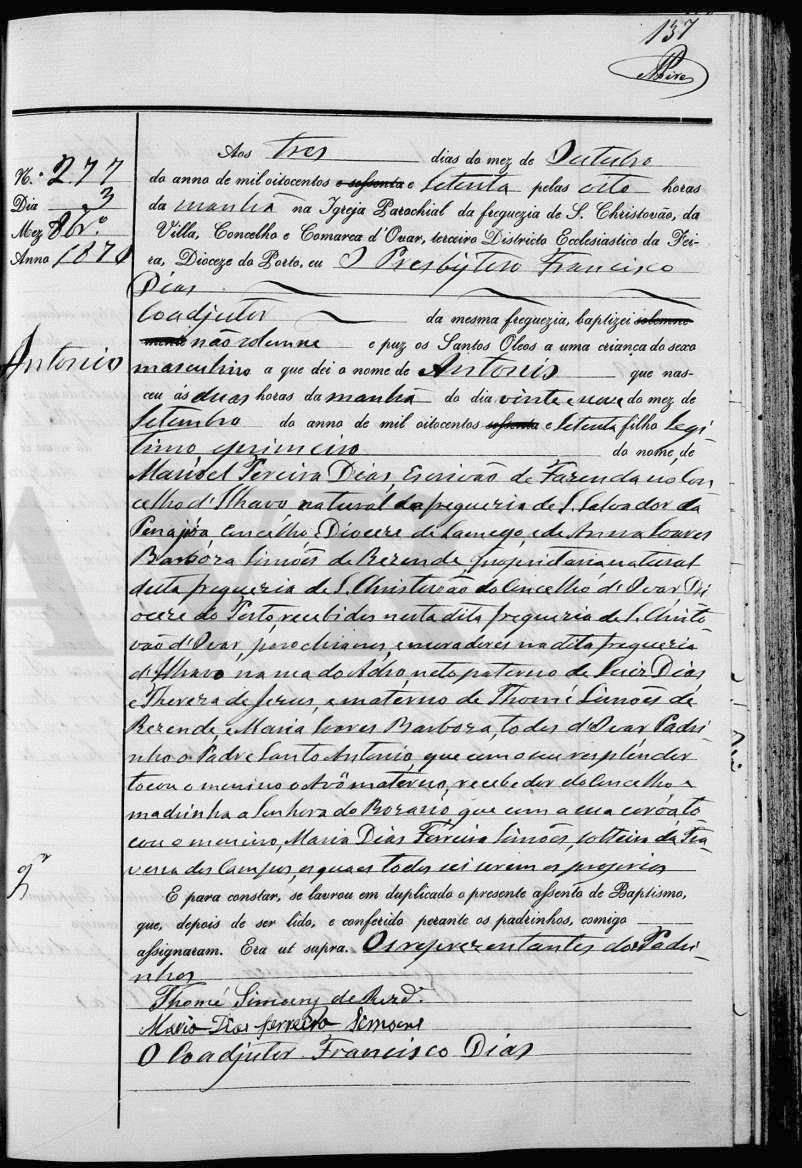
Registo de batismo de António Dias Simões, em depósito no Arquivo Distrital de Aveiro.

António Dias Simões nasceu em 29 de setembro de 1870, na então designada vila de Ovar, na rua Fernandes Tomás (rebatizada com o seu nome), filho de Manuel Pereira Dias (escrivão da fazenda do concelho) e de Ana Barbosa Dias Simões (proprietária).
Em maio de 1882 fez, em Aveiro, o seu exame de instrução primária, sendo depois aluno interno do Colégio de Nossa Senhora da Glória, em Cedofeita, no Porto, habilitando-se para algumas disciplinas, dominando o francês e o inglês. Foi empregado de escritório numa importante tipografia portuense, entrando seguidamente para o serviço do Estado, como aspirante de Fazenda.
Escreveu gazetilhas para os jornais locais, começando pela Folha de Ovar, e na Pátria. Publicou, em folhetins, a sua única obra de investigação histórica Ovar: Biografias. Para o teatro escreveu inúmeros monólogos, comédias e farsas, sendo o seu principal trabalho O Amor e a Natureza, poema em quatro atos em verso.
Democrático ferrenho, foi tesoureiro da Câmara Municipal e fundador do Colégio Júlio Dinis, o primeiro que existiu em Ovar. Bondoso, generoso e afável, preocupado com a educação, manifestou-se entusiasta no apoio pelo desenvolvimento de Ovar e pelos seus eventos populares e culturais. Criou vários grupos artísticos, como o Orfeão do Colégio Júlio Dinis, que está na origem do atual Orfeão de Ovar.
Em 1970, por ocasião do centenário do seu nascimento, o jornal vareiro Notícias de Ovar homenageou-o, referindo:
| “ | Foi um dos filhos de Ovar melhor dotados para deixar de si, na lembrança dos seus contemporâneos, um rasto imperecível. Poeta, dramaturgo, historiador, caligrafo, miniaturista, tudo isso foi e de tudo poderia legar mais documentos de raro valor se, à cada um dos ramos de actividade mental, tivesse associado estudo sério, cuidados de acabamento. Foi um perdulário do talento com que o destino o mimoseou, mas um bairrista entusiasta, espontâneo, desprendido de qualquer interesse material como ninguém. Deveram-lhe os seus contemporâneos horas muito agradáveis, proporcionadas pelos seus trabalhos dramáticos, e Ovar, para as suas instituições de beneficência, encontrou-o sempre na primeira fila, à primeira voz para servir. A Misericórdia, os Bombeiros, a Associação de Socorros Mútuos, o Orfeão, numa palavra, tudo e todos quantos lhe bateram à porta para ajudar uma boa iniciativa, quando se lhes não antecipava, sempre o encontraram de braços abertos, sorridente, prestável, apagando-se em modéstia. Quanto fez, pagou-lho a consciência com a satisfação do dever cumprido. | ” |
|   | — PINHO, António Coentro de (1 de outubro de 1970). «Centenário de Dias Simões». Notícias de Ovar (1151): 1-2.. |   |

Faleceu em 22 de Dezembro de 1922, no bairro de S. José (Ovar), vítima de tuberculose.

## Obras
Fontes:

### Investigação Histórica
- Ovar: Biografias (1917);[5]

### Poesia
Vozes da Alma;

### Teatro
- Paulo e Virgínia (comédia);
- O Doutor (monólogo);
- O Ensaio Geral de El-Rei Manhoso (comédia);
- A Primavera;
- Os Espinho de Marília (peça de Carnaval);
- O Enterro de Marília (comédia);
- Afinal vai ópera;
- O eterno problema;
- Uma crise Ministerial;
- Paraíso das crianças (opereta);
- Papagaio (cançoneta);
- Strugle for Life;
- Enterro da Folia;
- Reumatismo Agudo;
- O Cometa;
- À Beira-Mar (opereta);
- Triste Noivado (comédia);
- O Amor e a Natureza (1910);[6]
- Divórcio (comédia);
- Amigos;
- Almôndegas (comédia);
- Diálogo;
- Napoleão petiz (comédia).

## Honrarias

### Toponímia
- Escola Básica António Dias Simões (Ovar);[7]
- Rua António Dias Simões (Ovar).[8]